# Tracey Gold
Tracey Gold (Nova Iorque, 16 de maio de 1969) é uma atriz norte-americana.